# Sinegórie
Sinegórie (en rus: Синегорье) és un poble (possiólok) de l'óblast de Magadan, a Rússia, que el 2019 tenia 2.050 habitants.